# Galaxy Tab Active5 Pro
Samsung Galaxy Tab Active5 Pro（サムスン ギャラクシー タブ アクティブ ファイブ プロ）は、サムスン電子が2025年4月14日にヨーロッパで発表し、同年5月26日に日本国内で発売された。
本機は堅牢性を重視した業務向けAndroidタブレットであり、Galaxy AIや再起動せずにバッテリー交換が可能な「デュアルホットスワップ」機能に対応している。2022年発売のGalaxy Tab Active4 Proの後継機種にあたる。

## 機能

### Sペン
Sペンが標準で付属し、湿潤環境下でも使用可能。配送業務や契約処理など現場作業を想定した設計で、収納は本体外部のホルダーに装着する形式となっている。

### 防塵・防水性能
米国国防総省調達基準「MIL-STD-810H」およびIP68に準拠し、防水（1.5m水深で最大30分）・防塵性能を兼備。工事現場、医療施設、倉庫作業など多様な環境での使用が想定されている。

### ディスプレイ
Corning Gorilla Glass Victus+を採用し、耐衝撃性・耐傷性を確保。手袋を着けた状態でも操作可能な高感度タッチパネルや、
一部消毒液による清掃に対応するなど、業務使用を意識した仕様となっている。

### スピーカー
ハウリング抑制と音声明瞭化に優れたステレオスピーカーを搭載。複数端末の同時使用環境下でも音声伝達が明確となるよう設計されている。

## カラー
| Color | Name     |
| ----- | -------- |
|       | グリーン |